# アイ・スティル・ビリーヴ (曲)
「アイ・スティル・ビリーヴ」(I Still Believe)は、アメリカ合衆国のシンガーソングライター、ブレンダ・K・スターの楽曲。

## マライア・キャリーのバージョン
マライア・キャリーはベスト・アルバム『ザ・ワンズ』のためにカバー・ヴァージョンを録音した。マライアのバージョンはシングルとしてもリリースされた。
マライアは無名時代にブレンダのバックコーラスをしていた。
Billboard Hot 100では最高位4位、チャートには20週留まった。

## 収録曲（マライア・キャリー版）
1. アイ・スティル・ビリーヴ（アルバム・ヴァージョン）
2. アイ・スティル・ビリーヴ（Stevie J.Clean Remix）（フィーチャリング Mocha&Amil）
3. アイ・スティル・ビリーヴ（Morales'Classic Club Mix）
4. アイ・スティル・ビリーヴ／ピュア・イマジネーション（Damizza Reemix）（フィーチャリング・クレイジー・ボーン&ダ・ブラット）
5. アイ・スティル・ビリーヴ（The Kings Mix）

## チャート成績

### 週間チャート（ブレンダ・K・スター版）
| チャート（1988年）            | 最高順位 |
| ----------------------------- | -------- |
| アメリカ（Billboard Hot 100） | 13       |

### 週間チャート（マライア・キャリー版）
| チャート（1998年）               | 最高順位 |
| -------------------------------- | -------- |
| アメリカ（Billboard Hot 100）    | 4        |
| イギリス（全英シングルチャート） | 16       |